# 祭原彌三郎
祭原 彌三郎（祭原 弥三郎、さいはら やさぶろう、旧姓・山本、1880年（明治13年）7月 - 没年不明）は、日本の実業家。祭原商店相談役。台湾鳳梨栽培取締役。東洋製罐監査役。

## 人物
京都府・山本彌太郎の長男。1906年、先代かめの入夫となり家督を相続する。祭原商店相談役で、台湾鳳梨栽培、東洋製罐各会社重役を兼ねる。趣味は謡曲、登山。宗教は真宗。住所は大阪市天王寺区堂ケ芝町。

## 家族・親族
祭原家
- 妻・かめ（1885年 - ?、大阪、洋酒缶詰商・祭原伊太郎の三女[5]、祭原邦太郎の姉[1][2]）
- 長男・光太郎[2][6]（1907年 - ?、立命館大学教授）
  - 同妻[2][6]
  - 同長女[6]
- 養子・直彦（1904年 - ?、大阪市主事、産業部庶務課長）[3]
- 長女[3]